# Ringed Nunatak
Ringed Nunatak är en nunatak i Antarktis. Den ligger i Västantarktis. Nya Zeeland gör anspråk på området. Toppen på Ringed Nunatak är 2 395 meter över havet.
Terrängen runt Ringed Nunatak är varierad. Trakten är obefolkad. Det finns inga samhällen i närheten.